# Histerectomia

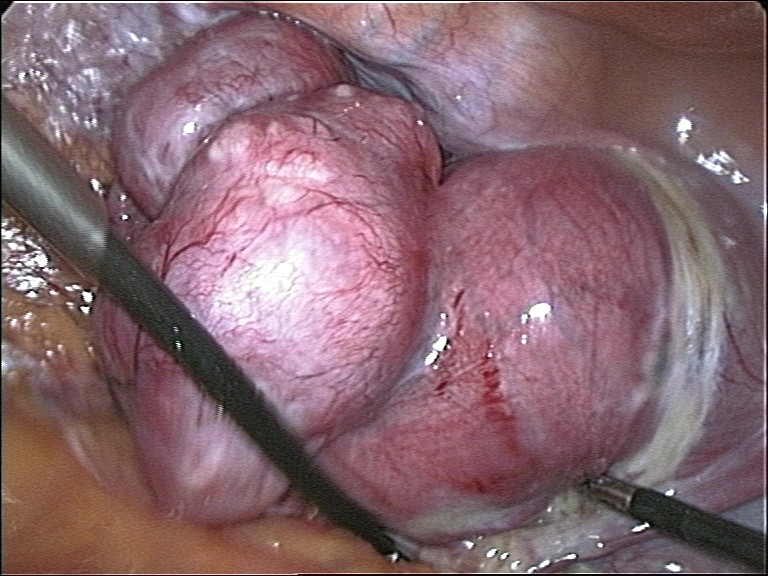
Extracció transvaginal de l'úter amb una histerectomia laparoscòpica total

Una histerectomia (del grec ὑστέρα, hyster, "úter" i εκτομία, ektomia, "treure tallant") és l'extracció de l'úter o matriu, ja sigui per causes naturals o per causa d'una intervenció quirúrgica. La pèrdua d'úter provoca la impossibilitat absoluta de niar l'oòcit, l'ou fecundat, fet que impedeix el desenvolupament de l'embrió i posteriorment el fetus, causant en la majoria dels casos esterilitat. Hi pot haver casos en què, tot perdent l'úter, poden subsistir els ovaris, la qual cosa pot permetre la fecundació assistida d'òvuls i la implantació en un úter d'una altra dona. A països com Espanya aquesta pràctica és il·legal, però, en altres països, com Canadà, Israel, Índia, Rússia, Nova Zelanda o Sud-àfrica, així com en alguns estats dels Estats Units és legal.

## Procediment quirúrgic
Hi ha tres tipus d'histerectomia:
- Abdominal: es realitza a través d'una incisió a l'abdomen, per on es retira l'úter.[7]
- Vaginal: es realitza amb una operació a través de la vagina, per on es retira l'úter.
- Laparoscòpica: mitjançant petits orificis a l'abdomen d'uns 5 a 10 mm; posteriorment es retira bé per la vagina o per parts a través dels mateixos orificis creats a l'abdomen.[8]